# Хромых, Василий Петрович
Василий Петрович Хромых (1910—1979) — подполковник Советской Армии, участник Великой Отечественной войны, Герой Советского Союза (1944).

## Биография
Василий Хромых родился 26 октября 1910 года в селе Елань-Колено (ныне — Новохопёрский район Воронежской области). После окончания семи классов школы работал сначала на железной дороге, затем в Центральном райкоме ВКП(б) Тамбова, воспитателем в железнодорожном училище трудовых резервов. В 1932—1939 годах проходил службу в Рабоче-крестьянской Красной Армии. В июне 1941 года Хромых повторно был призван в армию. С апреля 1942 года — на фронтах Великой Отечественной войны. В 1943 году Хромых окончил курсы «Выстрел». В боях три раза был ранен.
К сентябрю 1943 года гвардии капитан Василий Хромых командовал батальоном 239-го гвардейского стрелкового полка 76-й гвардейской стрелковой дивизии 61-й армии Центрального фронта. Отличился во время битвы за Днепр. В ночь с 27 на 28 сентября 1943 года батальон под командованием Хромых переправился через Днепр в районе села Мысы Репкинского района Черниговской области Украинской ССР и принял активное участие в боях за захват и удержание плацдарма на его западном берегу, продержавшись до переправы основных сил.
Указом Президиума Верховного Совета СССР «О присвоении звания Героя Советского Союза генералам, офицерскому, сержантскому и рядовому составу Красной Армии» от 15 января 1944 года за «образцовое выполнение боевых заданий командования по форсированию реки Днепр и проявленные при этом мужество и героизм» гвардии капитан Василий Хромых был удостоен высокого звания Героя Советского Союза с вручением ордена Ленина и медали «Золотая Звезда» за номером 2959.
После окончания войны Хромых продолжил службу в Советской Армии. В январе 1957 года в звании подполковника он был уволен в запас. Проживал и работал в Белгороде. Умер 10 мая 1979 года, похоронен на Ячневском кладбище Белгорода.
Был также награждён двумя орденами Красного Знамени, орденами Суворова 3-й степени и Красной Звезды, рядом медалей.
В честь Хромых названа улица и установлен бюст в Белгороде.